# Liste der Biografien/Bacc
Liste der Biografien |
Portal Biografien |
Personensuche
# |
A |
B |
C |
D |
E |
F |
G |
H |
I |
J |
K |
L |
M |
N |
O |
P |
Q |
R |
S |
T |
U |
V |
W |
X |
Y |
Z |
?
 
Ba |
Be |
Bd |
Bg |
Bh |
Bi |
Bj |
Bl |
Bm |
Bn |
Bo |
Br |
Bs |
Bu |
Bw |
By |
Bz
 
Baa |
Bab |
Bac |
Bad |
Bae |
Baf |
Bag |
Bah |
Bai |
Baj |
Bak |
Bal |
Bam |
Ban |
Bao |
Bap |
Baq |
Bar |
Bas |
Bat |
Bau |
Bav |
Baw |
Bax–Baz
 
Baca |
Bacc |
Bace |
Bach |
Baci |
Back |
Bacl |
Bacm |
Baco |
Bacq |
Bacr |
Bacs |
Bacu |
Bacv |
Bacy |
Bacz
Die Liste der Biografien führt alle Personen auf, die in der deutschsprachigen Wikipedia einen Artikel haben. Dieses ist eine Teilliste mit 47 Einträgen von Personen, deren Namen mit den Buchstaben „Bacc“ beginnt.

## Bacc

### Bacca
- Bacca, Carlos (* 1986), kolumbianischer Fußballspieler
- Baccalà, Claudio (1923–2007), Schweizer Maler
- Baccalario, Pierdomenico (* 1974), italienischer Schriftsteller
- Baccar, Salma (* 1945), tunesische Filmregisseurin, Produzentin und Politikerin
- Baccar, Taoufik (* 1950), tunesischer Politiker und Zentralbank-Gouverneur
- Baccarin, Morena (* 1979), brasilianische SchauspielerinMorena Baccarin (* 1979)

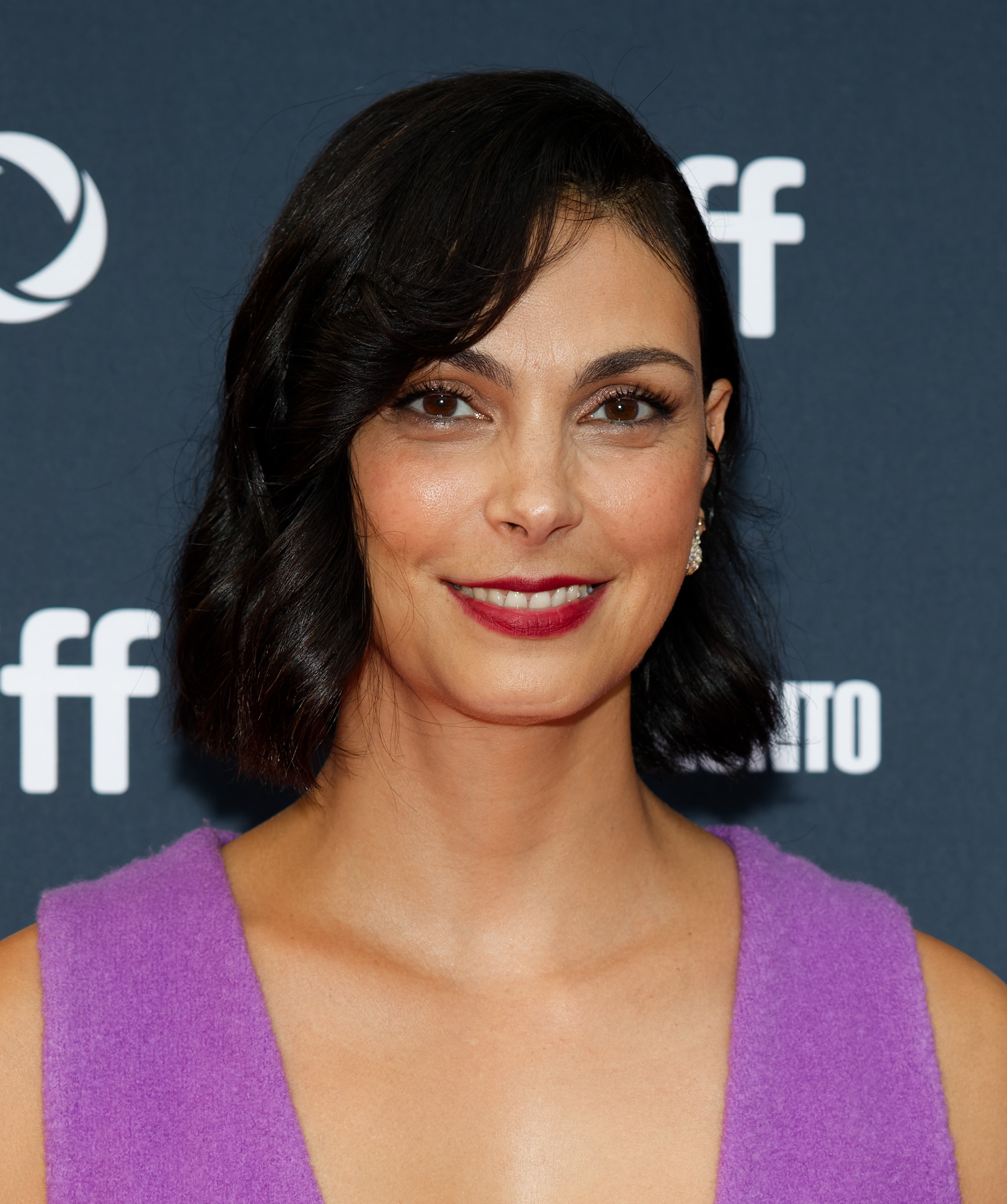
Morena Baccarin (* 1979)

- Baccarini, Claudia (1910–2024), italienische Supercentenarian
- Baccarini, Salvatore (1881–1962), italienischer Ordensgeistlicher
- Baccaro, Salvatore (1932–1984), italienischer Darsteller beim Film
- Baccay, Josef Brian (* 2001), norwegischer Fußballspieler
- Baccay, Ricardo Lingan (* 1961), philippinischer Geistlicher und römisch-katholischer Erzbischof von Tuguegarao

### Bacce
- Baccelli, Guido (1830–1916), italienischer Mediziner und Politiker

### Bacch
- Bacchelli (* 1952), spanischer Schlagersänger
- Bacchelli, Riccardo (1891–1985), italienischer Journalist und Schriftsteller
- Bacchetta, Philippe (* 1960), Schweizer Wirtschaftswissenschaftler
- Bacchetta, Víctor L. (* 1943), uruguayischer Journalist
- Bacchetti, Fausto (1917–2000), italienischer Diplomat
- Bacchini, Girolamo, italienischer Komponist, Sänger (Kastrat), Priester
- Bacchiocchi, Samuele (1938–2008), italienischer Theologe, Kirchenhistoriker, Adventist
- Bacchus, Jim (* 1949), US-amerikanischer Politiker

### Bacci
- Bacci Trespalacios, José Mario (* 1971), kolumbianischer Ordensgeistlicher, römisch-katholischer Bischof von Santa Marta
- Bacci, Antonio (1885–1971), italienischer Kardinal
- Bacci, Baccio Maria (1888–1974), italienischer Maler
- Bacci, Icilio (1879–1945), italienischer faschistischer Politiker, Senator auf Lebenszeit, Regierungspräsident von Fiume, Kriegsverbrecher
- Bacci, Iti (1892–1954), italienischer Politiker der PNF, Sportpolitiker und Parlamentarier
- Bacci, Michele (* 1970), italienischer Kunsthistoriker
- Bacci, Peleo (1869–1950), italienischer Kunsthistoriker
- Bacci, Silvana (* 1946), italienische Schauspielerin
- Bacciarelli, Anna († 1818), italienisch-sächsisch-polnische Malerin des Klassizismus und Sängerin
- Bacciarelli, Johanna Juliana Friederike (* 1733), sächsisch-polnische Malerin des Klassizismus
- Bacciarelli, Marcello (1731–1818), italienischer Maler des Barock und Klassizismus
- Bacciarini, Alma (1921–2007), Schweizer Politikerin
- Bacciarini, Aurelio (1873–1935), Schweizer Ordensgeistlicher und Apostolischer Administrator im nachmaligen Bistum Lugano, Titularbischof von Daulia
- Baccinelli, Bernardine (1807–1868), italienischer Erzbischof in Indien, Karmelit
- Baccini, Ida (1850–1911), italienische Schriftstellerin und Journalistin
- Baccini, Peter (* 1939), Schweizer Naturwissenschafter
- Baccio da Montelupo (1460–1523), Bildhauer und Architekt
- Bacciocchi, Antonello (* 1957), san-marinesischer Politiker
- Bacciocchi, Nicola (* 1971), san-marinesischer Fußballspieler
- Bacciocchi, Simone (* 1977), san-marinesischer Fußballspieler
- Bacciocco, Christian (1799–1862), deutscher Bürgermeister von Grevenbroich u. a.

### Bacco
- Baccouche, Aziza (1976–2021), US-amerikanische Physikerin und Filmemacherin
- Baccouche, Hachemi (1916–2008), tunesischer Soziologe und Schriftsteller
- Baccouche, Hédi (1930–2020), tunesischer Politiker und Diplomat
- Baccouche, Taieb (* 1944), tunesischer Politiker

### Baccu
- Baccus, Keanu (* 1998), australischer Fußballspieler
- Baccusi, Ippolito († 1609), italienischer Komponist und Kapellmeister der Spätrenaissance